# ريتشارد بورشردس
ريتشارد بروشردس (بالإنجليزية: Richard Ewen Borcherds)‏(من مواليد 29 نوفمبر 1959) هو عالم رياضيات بريطاني متخصص في الأسوار، نظرية الأعداد، نظرية الزمر ، والجبر لانهائية الأبعاد.و كان منح على ميدالية فيلدز في عام 1998. فاز في 1992 بإحدى جوائز جمعية الرياضيات الأوروبية العشرة المرموقة.